# La Ribambelle en Écosse
La Ribambelle en Écosse est la deuxième histoire de la série de bande dessinée La Ribambelle dessinée par Jean Roba et écrite par Vicq. Elle est publiée pour la première fois dans Spirou en 1962, puis éditée en album en 1966 aux éditions Dupuis. Une édition restaurée, en noir et blanc, commentée par Hugues Dayez est publiée par les éditions Niffle en 2015.

## Univers

### Synopsis
La Ribambelle apprend que le clan de la famille d'Archibald en Écosse est en conflit avec un autre clan, les Mac Klangbang, pour savoir qui aura la propriété du "Chardon d'or". Ils se rendent donc sur place, et après maintes péripéties, ils réconcilieront les deux clans.

### Personnages
Les membres de La Ribambelle :
- Phil: le chef de bande.
- Grenadine : la seule fille de la bande.
- Archibald Mac Dingeling : originaire d'Écosse, intelligent et bricoleur.
- Dizzy : trompettiste noir passionné par le jazz.
- Atchi et Atcha : les jumeaux japonais inséparables.
- James Jollygoodfellow : le majordome et tuteur d'Archibald.

Les autres personnages principaux :
- Angus Mc Dingeling: l'oncle d'Archibald, chef du clan Mc Dingeling.
- Fortescue Mc Klangbang: le chef du clan Mc Klangbang.
- Mc Carthy: l'homme de main de Fortescue Mc Klangbang.

## Historique
La publication de La Ribambelle en Écosse débute dans le journal Spirou en octobre 1962, alors que celle du premier récit, La Ribambelle gagne du terrain, vient de s'achever au mois de juillet précédent. Il ne s'écoule ainsi que onze semaines entre les publications des deux premiers épisodes de la série.
Roba réalise trois demi-pages de couverture, en couleurs directes, au long de la publication dans le magazine :
- la couverture du no 1278 est aux couleurs vert et noir de l'écosse ; un Écossais en costume traditionnel, tenant une cornemuse, présente cette annonce : « Vos amis de « la Ribambelle » vous attendent dans une nouvelle et passionnante aventure »[1],
- la couverture du no 1288 montre un Écossais en kilt et une bouteille de whisky projetés dans la page par un coup, accompagné de l'onomatopée « klops », donné hors-champ, avec ce texte : « Rien de plus paisible qu'un petit village écossais perdu dans les Highlands… Voyez La Ribambelle »[2],
- la couverture du no 1295 présente le personnage d'Archibald avec, dans une bulle, le texte suivant : « L'affaire se cosse en écorce !… Well !… Euh… Se corse en Écosse ! »[3].

## Publication

### Revues
Le récit est publié dans le journal Spirou du no 1278 du 11 octobre 1962 au no 1299 du 7 mars 1963.

### Album
- Édition originale : 44 planches, avec le récit de 16 planches La Ribambelle au bassin, soit 60 planches au total, dos rond pelliculé bleu, Dupuis, 1966 (DL 01/1966)
- Réédition : 44 planches, couverture redessinée, dos carré, Dupuis, 1983 (DL 12/19836)  (ISBN 2-8001-0808-8)
- Édition restaurée : 88 planches noir et blanc, format carré, présentation par demi-planches commentées par Hugues Dayez, avec jaquette illustrée à vernis sélectif, Niffle, coll. « 50/60 », 2015 (DL 05/2015)  (ISBN 978-2-87393-063-9)